# Reproduktive Interferenz
Reproduktive Interferenz bezeichnet die sexuelle Interaktionen zwischen Tierarten, bei denen die Fitness mindestens einer Art reduziert wird. Neben der gut erforschten Hybridisierung von Tierarten gehören hierzu auch Interaktionen während der Kommunikation (überlappende Signale), Balz und Paarungsversuche mit anderen Arten, sowie interspezifische Paarung ohne Hybridisierung. Der Fitnessverlust gilt bei letzterer als besonders hoch, da es hierdurch zu einer Verschwendung von Gameten und Zeit kommt, ohne dass genetische Information an die nächste Generation weitergegeben wird.

## Ökologische Bedeutung
Reproduktive Interferenz gilt als bedeutende Interaktion, die die Koexistenz von Arten verhindern kann. Dies liegt darin begründet, dass sie direkt den Reproduktionserfolg beeinflusst. Anders als bei Konkurrenz ist keine gemeinsam genutzte limitierte Ressource nötig. Die Verdrängung von Arten durch reproduktive Interferenz bezeichnet man auch als „reproduktiven Ausschluss“ oder „Sexuellen Ausschluss“.

## Evolutionsbiologische Bedeutung
Aufgrund des hohen Fitnessverlustes durch reproduktive Interferenz ist von einem starken Selektionsdruck auf das Partnerfindungs-Verhalten auszugehen. Als eine mögliche Folge kommt es zu einer Veränderung der bei der Partnerfindung verwendeten Signale in Populationen oder Gebieten, in denen zwei sexuell interagierende Arten syntop vorkommen. Diesen Effekt bezeichnet man als „reproduktive Merkmalsverschiebung“.